# Isabelle Benhadj
 (mai 2018).
Si vous disposez d'ouvrages ou d'articles de référence ou si vous connaissez des sites web de qualité traitant du thème abordé ici, merci de compléter l'article en donnant les références utiles à sa vérifiabilité et en les liant à la section « Notes et références ».
Isabelle Benhadj est une animatrice française de radio et de télévision, principalement en voix off, née le 25 mai 1961 à Paris. Elle est également comédienne et chanteuse.

## Biographie
Isabelle Benhadj, passionnée de théâtre, a commencé sa carrière sur scène en fréquentant le cours Florent. Elle y rencontre Thierry Debrune, alors lui aussi étudiant, à qui on vient de confier l'antenne de Radio Show, une radio libre funk. Isabelle Benhadj se lance alors à la radio, d'abord aux infos, puis à la matinale, où elle teste sa voix, fait des imitations et des personnages.
En 1987, elle envoie une cassette démo à la station Fun Radio, qui vient de s'implanter à Paris, où Pierre Lattès lui donne sa chance. Elle devient ainsi animatrice, d'abord dans la tranche 22h-2h, puis dans le 13-17h, et enfin dans la matinale de Fun Radio, sous le pseudo de Lulu Berlue, et sera rejointe un an plus tard par Sam Choko, avec qui elle fait des sketches humoristiques, sous divers pseudonymes comme Madame Mayol ou Ginette G2. Cette matinale est diffusée de 1988 à 1990, de six heures à neuf heures. Elle y rencontre Jean-Luc Reichmann, qui travaille régulièrement en tant que voix-off pour Fun Radio.
Isabelle Benhadj passe plusieurs castings chez M6, de 1987 à 1989, puis chez TF1, pour enregistrer les voix-off des bandes-annonces de la chaîne, à une époque où celle-ci remplace elle aussi ses speakerines par de simples voix off, et entame en 1989 une longue et toujours actuelle collaboration avec le service des bandes annonces. Elle devient par la suite la voix de nombreuses émissions : les jeux Mokshû Patamû présenté par Vincent Perrot, et Le Juste Prix présenté par Philippe Risoli, Défense d'entrer, Témoin numéro 1, Célébrités.
Parallèlement à ses prestations télévisuelles, Isabelle Benhadj devient la voix officielle de Bouygues Telecom en 1995. Elle enregistre également de nombreux spots publicitaires chantés (spots pour la BNP pour le passage à l'euro,  pour les Gîtes de France, pour encore Carglass, etc.).
De 2006 à 2011, elle est la voix-off de Vu du ciel, une émission de télévision documentaire présentée par Yann Arthus-Bertrand sur France 2 et France 3.
Elle devient également la narratrice en voix-off de l'émission de France 2 Secrets d'histoire, présentée par Stéphane Bern.
Le 1er janvier 2011, elle rejoint le jeu Les Douze Coups de midi, présenté par Jean-Luc Reichmann, pour remplacer Véronique Le Nir (dite Eulalie) : elle y interprète la voix off Zette et donne des renseignements sur toutes les réponses aux questions posées par Jean-Luc Reichmann aux candidats,,.
D'autre part, elle est la voix off de certains reportages sur la chaîne Planète+ No Limit.
Isabelle Benhadj est aussi chanteuse de comptines.
Elle a chanté Chaloup, le générique du film Fanfan (1993), en duo avec Nicolas Jorelle.
Isabelle Benhadj fait également partie d'un groupe avec lequel elle chante sur de la bossa nova et du jazz.